# Korporaal van de mariniers Jeroen Houwelingbrug
De Korporaal van de mariniers Jeroen Houwelingbrug is een verkeersbrug over het Noordhollandsch Kanaal, de Neckerstraat, de Kanaaldijk in Purmerend en de Zuiddijk bij Zuidoostbeemster.
Over de brug voert de autosnelweg A7. De brug werd in 1976 in gebruik genomen.
Op 4 mei 2020 is de brug vernoemd naar de op 17 april 2010 tijdens de Task Force Uruzgan omgekomen korporaal van het Korps Mariniers Jeroen Houweling.

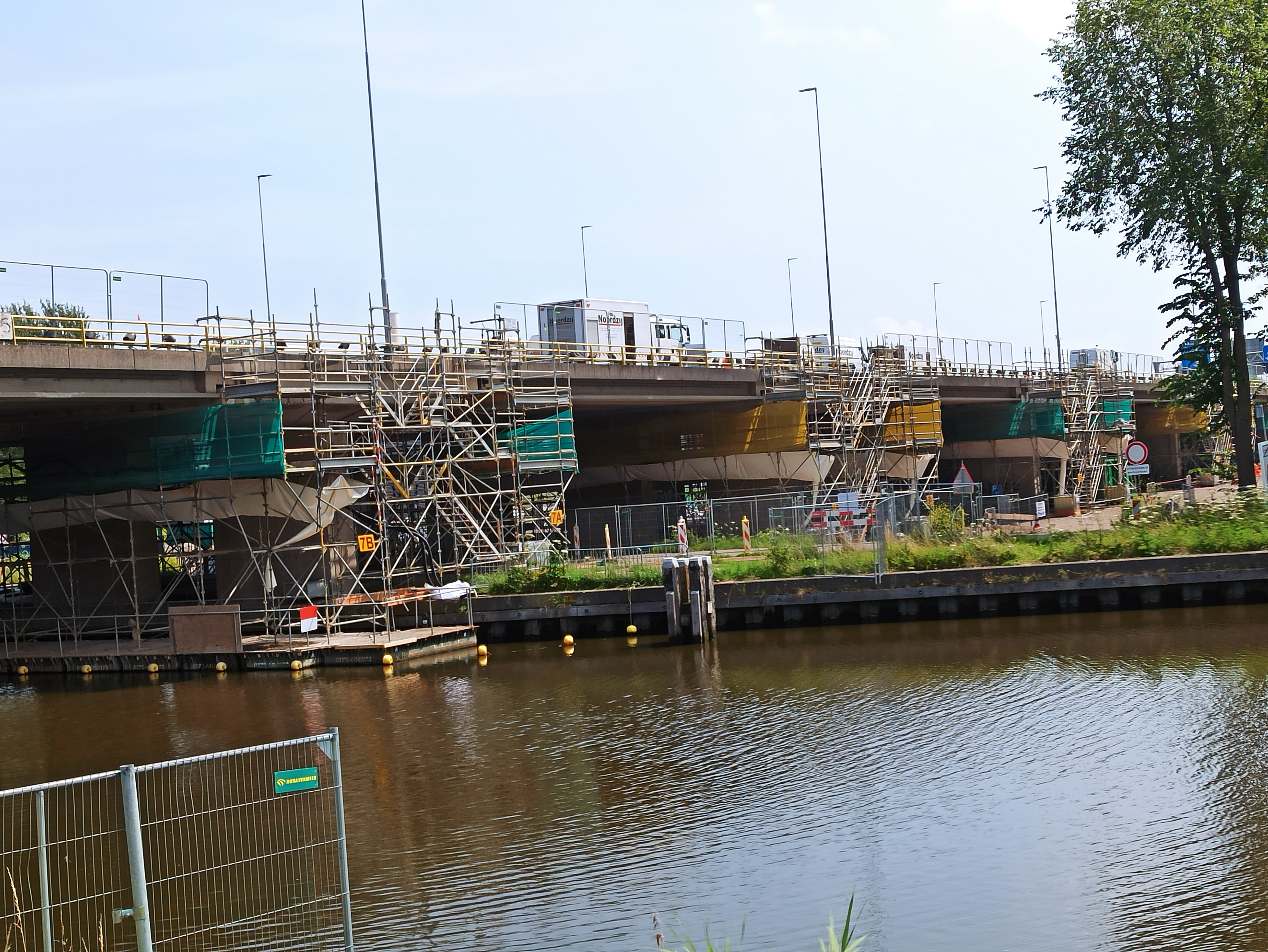
De brug tijdens reparaties in 2024

In oktober 2022 werd er voor de brug een gewichtsbeperking voor vrachtverkeer, zwaarder dan 30 ton ingesteld. Na inspectie door Rijkswaterstaat bleek dat de steunpunten van het viaduct, waar de weg op rust, zwaar vrachtverkeer mogelijk niet kan dragen. RWS hield er rekening mee dat deze beperking tot medio 2024 zou duren. Tijdens de reparaties was de brug in 2024 deels afgesloten. Op 21 oktober 2024 was het werk beëindigd. 